# Изменчивост
Изменчивост в генетиката е свойството на белезите да варират в определени граници, а също така и да се проявяват нови белези. Изменчивостта, заедно с наследствеността представляват две неразделни свойства на живите организми. Благодарение на изменчивостта съществува заобикалящото ни разнообразие от живи организми и биологичния свят е в непрекъсната еволюция.

## Видове изменчивост
В генетиката съществуват няколко вида изменчивост:

### Модификационна изменчивост
Модификационната (или още фенотипна) изменчивост се характеризира с това, че белезите не се предават в потомството, тъй като са изменения само във фенотипа, без да бъде засегнат генотипът на дадения индивид. Модификациите са причинени от конкретни условия на средата и чрез тях индивидите се приспособяват към дадени условия. Модификациите са обратими.

### Генотипна изменчивост
Генотипната изменчивост засяга генотипа, т.е. генетичния материал. Получава се по два начина:
- Рекомбинативна: получава се при кръстосването на родители с различни гени, като в първо поколение се наблюдава рекомбинация на техните гени.
- Мутационна: получава се в резултат на мутации.

За разлика от модификационната изменчивост, генотипната се унаследява като засяга качествени белези. Имат необратим характер.